# Liberté dans la montagne
Liberté dans la montagne est un roman français de Marc Graciano publié par les éditions José Corti en 2013.

## Trame narrative
Un vieil homme et une petite fille remontent le cours d'une rivière, pendant un mois d'automne, croisent des travailleurs, des errants, des sédentaires, une ville, un village écarté la frêle traversée de la petite et du vieux (p. 174).
Tout cela se passe dans aucun lieu particulier, dans aucun temps particulier. Aucun nom n'est attribué. L'époque est médiévale, et les lieux et personnes plutôt européens (ou caucasiens).

## Table
Le texte se compose d'une succession de dix-neuf parties non numérotées, longues de dix à vingt pages, constituées de chapitres numérotés, d'au maximum quelques pages, contenant généralement un seul paragraphe. Dans la liste ci-dessous, le nom de la partie (un groupe nominal bref) est suivi des éléments narratifs principaux qui y sont présents :
- La rivière : montée vers le nord, l'amont, par un sentier de terre ou renforcé, des ponts grossiers, équipement, description des deux marcheurs, au rythme de dix lieues par journée, cane, dague...
- La troupe : passage d'une troupe de chasseurs à cheval, nobles, (hommes, pages et femmes), avec un piqueux avec dépouilles de renard, de loup, de hérons...
- Le bivouac : installation pour deux nuits près d'une source aménagée, inventaire des possessions, un visiteur suspect (chemineau, galvaudeux, pèlerin) dépenaillé, négligé, guenilleux, empuanti... avec qui partager un lapereau rôti...
- Le combat : enlèvement de la petite, raccourci, duel rapide, mort du vagabond, reprise de la route,
- La ville : spectacles d'animaux (chèvre et ours), remparts, châtelet, donjon, beffroi, vêtements urbains, fête foraine et villageoise, saillie d'une jument, poésie, ventriloquie critique (avec corneille), spectacle de combat, prostitution, asile de charité (payé et évité)...
- L'échafaud : couvre-feu, gens d'armes, établissement d'un échafaud, triple pendaison de condamnés (berger débile, vieux commerçant juif, tueur à gages)...
- La joute : ferté, dispositif, tribune officielle, palefreniers, palefroi, spectacle (visuel, sonore, olfactif), le simple chevalier, et les autres...
- L'abbé : zone artisanale (mégisserie, fonderie, meunerie), abbaye, église ouverte, nuitée, messe, abbé, dialogue, bénédiction...
- Le camp nomade : bivouac, passage nocturne de caravane, campement gitan (et sa peau était brune (p. 137), enseignement du vieux...
- Le berger : barrage, bergerie, récits du berger (fantômes, elfe femelle, jument envolée, chiens égarés...)...
- Le géant : rivière encaissée, humble cabane, barque, pêcherie de saumons, fumage, accumulation de nourriture (rechercher, préparer, ingérer), récits (communication avec monstrueuse carpe miroir), solitude, braconnage, crue, invitation refusée par le vieux (serment passé avec la grand-mère morte de la petite)...
- Le marais : aigle, bruits étranges, cervidés en fuite (dix cors et daguet, messagers sans doute), bivouac en peupleraie, repas de simples, pêche à la truite au harpon, repas, puis feux, bétail...
- Le village : clairière, falaise, masures, clos, potager communautaire, mare, bétail paisible rémouleur, duo d'oursonnes, repas, récits de l'ancien (forêt, cerf, dragon, licorne, fées sanguinaires...), peau de l'ourse, équarrissage du corps, banquet villageois nocturne...
- Une chasse en hauteur : appareillage, francisques, plateau, pistage, sangliers, vieux solitaire, traque, meute, mégaphorbiaie, bivouac, récits du veneur (bâton à runes, temple, rituel, chouette, loup-garou...)...
- Le veneur : entretien de la petite (nettoyage, ravaudage, coq) par la jeune femme, observations du vieux (corbeau à hyperacousie et hyperscopie, nid de cigognes, vêlage), veillée villageoise animée par le veneur (imitations animales : chants d'oiseaux (appeaux, sifflet de bois, flûte...), danse de l'ours, danse de l'aigle), partage avec le vieux du vin du veneur, récits (vieux chêne, duo de tortues, louvetier assermenté, traités anciens, lucarne, chasse spirituelle, jeune loup, ordalie, bannissement)...
- L'amour dans la vallée : banquet de retour de chasse, alcool, duo fraternel (en peau de loup), ennui de la jeune femme, son départ avec le vieux, écart, perturbation des deux frères, voyage spirituel nocturne aux sclérotes...
- La poursuite : massacre de la jeune femme, départ précipité, traque, nuit orageuse, vision de loup, lutte au petit matin...
- La fièvre : longue journée de marche, hêtraie, cahute abri de chasseur, attention, impuissance, prière, détour par le marais, traitement, chant pathétique, purification...
- Le col : torrent, froid crachin, renard mulotant, essai de vision, sommet de la pente, et...

## Personnages
Le vieux est un vieil homme, ancien guerrier, pacifique, mais terriblement efficace lors de ses deux combats, modeste, dépositaire agissant de beaucoup de savoirs anciens, bien vaillant, bienveillant. Cet Ulysse polytechnique se déclare chargé d'une mission (le devoir de s'occuper de la petite (p. 164).
La petite peut avoir quatre ou cinq ans, avec autonomie seulement de déplacement. Le vieux est son seul support. La crise de fièvre l'anéantit presque : La petite était comme un faible animal blessé et abandonné (p. 289). Comme un gibier tout juste occis. Comme un pantin désarticulé. Comme une marionnette désaccordée. Comme une poupée usée et crevée (p. 295).
Les autres personnages importent : abbé, nomades, berger, géant, veneur, jeune femme... : Une femme. Une passeuse. Une messagère (p. 228). Tous ceux qui font un geste, qui partagent, qui rassemblent : respect, don, repas, banquet, fête.

## Style
Le narrateur est omniscient, extérieur à l'action, surtout concentré sur la personne du vieux.
Le texte est rempli de références au monde sensible, aux animaux surtout sauvages, aux plantes également, à une humanité du Moyen-Âge : Le veneur raconta que dans ce rêve, il avait été projeté des siècles en arrière. Au début de l'ère chrétienne... (p. 254). Chacun des épisodes est presque autonome, autosuffisant.
Chaque paragraphe bénéficie d'une économie syntaxique (peu de propositions subordonnées, préférence pour l'accumulation, la coordination, la reprise), d'une richesse lexicale (mot exact (souvent ancien), comparaison, analogie), comme pour retrouver une langue ancienne, et d'anciennes mentalités. Comme les récits anciens, les récits de rêves, de visions, nombreux dans ce texte, rédigé aux temps du passé, imparfait et passé simple essentiellement, pratiquement sans discours direct. 
- D'un style précieux et un peu suranné (p. 189).
- Un peu de répit triste et heureux (p. 190).
- Un réel bleu d'enluminure (p. 229).
- Le vieux dit aux hommes que s'ils désiraient atteindre cet état ils ne devaient plus éprouver de désirs ni d'attentes. Que conséquemment ils n'éprouveraient plus d'angoisses. Qu'ils se découvriraient étonnamment dégagés. Neutres et calmes... (p. 140).
- Tel était son enseignement. La leçon pour laquelle ils l'avaient mandé et il leur dit aussi que toutes ces choses, ils les connaissaient déjà, mais qu'ils les avaient oubliées. Que ce n'était de sa part à lui, le vieux, que la simple remémoration de savoirs anciens qu'ils avaient occultés (p. 140).

L'art du conteur laisse le temps de dérouler la description, la narration, jusqu'à parfois une impression de maladresse :
- Et il y avait [...] et il y avait [...] et il y avait [...] et il y avait [...] (p. 191).
- Que des hulottes [...} Que c'était comme le grattement [...] Qu'il avait vraiment alors l'impression [...]  Qu'il considérait que c'était comme [...] Qu'il sentait l'agitation du monde autour de lui. Qu'il goûtait infiniment le passage des saisons mais jouissait de n'avoir aucune influence sur leur cours. Qu'il surveillait sans intervenir l'accroît de toute la végétation  autour. (p. 242).
- Comme momentanément fatigués. Comme momentanément écrasés. Comme momentanément abattus. Comme momentanément découragés. Comme momentanément accablés par la folie des hommes[...] (p. 249).

- Les grues restaient invisibles dans la brume et le vieux et la petite ne percevaient que leurs cris lancinants. Leurs cris lancinants et lugubres (p. 132).
- Une aïeule acariâtre et bougonne confectionnant la soupe du jour. Une soupe aux herbes sauvages. Une soupe acidulée et triste et un vieillard, assis sur le marchepied du char, jouait une petite musique à l'aide de sa vielle cabossée et réparée à plusieurs endroits et une jeune fille esquissait quelques figures de danse sur ce petit air malheureux et les exécutait avec beaucoup de simplesse. C'était une geste presque gazéiforme, pensa le vieux, et des enfants nus s'ébouffaient drôlement dans l'eau de la rivière non loin et une renarde apprivoisée rêvait devant le feu (p. 134).
- Les hommes virent le vieux s'élever de manière stupéfiante, et même, ils crurent le voir danser prodigieusement dans les airs et la lame de sa dague était comme un être vivant. Comme un oiseau. Comme un grand insecte venimeux. La lame de sa dague était comme un gros insecte venimeux qui aurait palpité entre les mains du vieux. (p. 142).
- Le berger dit que son tènement était perdu dans le cœur du pays. Il disait qu'il se situait dans le dernier coin intact du pays. Que ce coin de royaume avait été miraculeusement préservé des guerres et des épidémies mais aussi de l'avancée de la culture des dernières décennies (p. 147).
- Un géant nourricier. Une grosse mère inquiète pour sa nichée. (p. 161).
- L'aigle vit deux formes humaines qui se mouvaient dans le marais et, en glatissant, il se déplaça vers elles pour mieux les identifier et il les survola plusieurs fois avant de se décider à les quitter (p. 167).
- Il s'en approcha au ralenti et comme insensiblement. Comme s'il ne se déplaçait pas vraiment à l'aide de ses jambes mais comme si, en glissant, il occupait successivement différents plans de l'espace. Comme s'il traversait. Immobile. Différents plans de l'espace. Comme s'il s'était déplacé par une courbure de l'espace. Se déplaçant. Immobile. Comme un héron en chasse. (p. 177).
- L'homme dit au vieux que lui et la petite étaient parvenus dans un village de réprouvés et de proscrits. Un asile pour les bannis ou pour les affranchis. [...] Non point un lieu toléré mais plutôt un lieu oublié. Une place franche oubliée aux marches des abbayes et des duchés. Un alleu. (p. 191).
- Une forêt intacte. Une forêt immaculée. La demeure d'anciens dieux. Un endroit de conte merveilleux. Une forêt qui n'existe pas, pensa le vieux. Un simple récit du temps jadis (p. 194).
- Deux apparitions fugaces. D'éphémères apparitions dans ce repli de l'espace. Deux instables concrétions d'énergie. (p. 175).
- Le veneur remplissait régulièrement la tasse du vieux avec du vin et le vieux emplissait son ventre de vin et du brouet de chairs mortes et le vieux se sentait vivant. (p. 197).
- Et la troupe des hommes [...] descendit de la montagne vers le marais dans la vallée. Là où le brouillard maintenant partout répandu sur la montagne était foanné. (p. 221).

## Éditions
- Liberté dans la montagne (José Corti, 2013), 314 pages  (ISBN 978-2-714-31098-9)

## Réception
Les premières recensions francophones européennes sont bonnes : premier roman réussi, un texte difficile qui se mérite,,,